# تومویاسو یوشیدا
تومویاسو یوشیدا (ژاپنی: 吉田 朋恭؛ زادهٔ ۲۴ سپتامبر ۱۹۹۷) یک بازیکن فوتبال اهل ژاپن است.
از باشگاه‌هایی که در آن بازی کرده‌است می‌توان به باشگاه فوتبال فوکوشیما یونایتد اشاره کرد.